# Helmuth Feilke
Helmuth Feilke (* 1959 in Wissen an der Sieg) ist ein deutscher Linguist und seit 2001 Professor für Germanistische Linguistik und Didaktik der deutschen Sprache an der Justus-Liebig-Universität Gießen. Er ist seit 1998 Mitherausgeber der Zeitschrift Praxis Deutsch (Friedrich Verlag) und seit 2003 Mitherausgeber der renommierten Fachzeitschrift Germanistische Linguistik (de Gruyter Verlag).

## Werdegang
Nach dem Studium der Germanistik, Sozialwissenschaften und Philosophie an der Universität Siegen promovierte Feilke 1994 im Fach Germanische Linguistik zum Thema „Common sense-Kompetenz“ an der Universität Siegen. Die Habilitation für die Fächer Germanistische Linguistik und Didaktik der deutschen Sprache mit der Schrift „Sprache als soziale Gestalt“ erfolgte 1996 ebenda. Von 1997 bis 1998 arbeitete er als Hochschuldozent für Germanistische Linguistik an der Universität Siegen, wurde im gleichen Jahr als Professor für Germanistische Linguistik und Didaktik der deutschen Sprache an die Universität Bielefeld berufen. Im Jahr 2001 erhielt er schließlich den Ruf an die Universität Gießen und war dort von 2002 bis 2003 Studiendekan und von 2008 bis 2011 Prodekan des Fachbereichs Sprache-Literatur-Kultur.

## Forschungsschwerpunkte
- Sprachtheorie und Kompetenztheorie
- Textprozeduren, Idiomatik und Phraseologie
- Erwerb von Sprachkompetenzen (Wortschatz, Grammatik und Text)
- Literale Kompetenz (Sprache und Schrift, Schriftsystem, Schriftspracherwerb, Textsortenkompetenz)
- Sprachdidaktik und Deutschunterricht

## Auszeichnungen und Preise
- 1995 Hugo-Moser-Preis der Hugo-Moser-Stiftung für seine Forschungsarbeit: Schrift und Muster. Zur sprachlichen Routine von Schrift und Schreiben[1]
- 2016 Friedrich-Preis für Deutschdidaktik
- 2023 Konrad-Duden-Preis

## Veröffentlichungen (Auswahl)

### Monographien
- Feilke, Helmuth (1996): Sprache als soziale Gestalt. Ausdruck, Prägung und die Ordnung der sprachlichen Typik. Frankfurt a. M.: Suhrkamp. (Habilitationsschrift)
- Feilke, Helmuth (1994): Common sense-Kompetenz. Überlegungen zu einer Theorie des 'sympathischen' und 'natürlichen' Meinens und Verstehens. Frankfurt a. M.: Suhrkamp. (Dissertationsschrift)

### Herausgeberschaften
- Feilke, Helmuth / Pohl, Thorsten (2014): Schriftlicher Sprachgebrauch – Texte verfassen. Reihe DTP Band 4, Baltmannsweiler: Schneider-Verlag Hohengehren.
- Feilke, Helmuth / Lehnen, Katrin (2012): Schreib- und Textroutinen. Theorie, Erwerb und didaktische Modellierung. Frankfurt a. M.: Peter Lang.

### Aufsätze
- Feilke, Helmuth (2016): Einführung: Sprache – Kultur – Wissenschaft, in: Ludwig Jäger, u. a. (Hrsg.): Sprache – Kultur – Kommunikation / Language – Culture – Communication. Ein internationales Handbuch zu Linguistik als Kulturwissenschaft / An International Handbook of Linguistics as a Cultural Discipline. De Gruyter, Berlin/Boston, ISBN 978-3-11-022450-4, S. 9–36.
- Feilke, Helmuth (2013): Bildungssprache und Schulsprache – am Beispiel literal-argumentativer Kompetenzen. In: Michael Becker-Mrotzek / Karen Schramm / Eike Thürmann / Helmut Johannes Vollmer (Hrsg.): Sprache im Fach. Sprachlichkeit und fachliches Lernen. Münster: 2013, S. 113–130 (Waxmann, Reihe Fachdidaktische Forschungen Bd. 3).
- Feilke, Helmuth / Köster, Juliane / Steinmetz, Michael (2013):  Zur Einführung – Textkompetenzen in der Sekundarstufe II. Stuttgart, S. 7–18.
- Feilke, Helmuth (2012): Bildungssprachliche Kompetenzen – fördern und entwickeln. Praxis Deutsch 233, S. 4–13.
- Feilke, Helmuth (2012): Schulsprache – Wie Schule Sprache macht. In: Günthner, Susanne / Wolfgang Imo / Dorothee Meer / Jan Georg Schneider (Hrsg.) Kommunikation und Öffentlichkeit. Sprachwissenschaftliche Potentiale zwischen Empirie und Norm. Berlin/Boston (de Gruyter), S. 149–175.